# Саади
Абу Абдаллах Мушрифаддин Саади Ширази или Саади (на персийски: سعدی) е велик ирански (персийски) поет.
| „ | Читателю, моли за прошка бога, създавах дълго туй, което мога. Полезното от него само сподели, а след това за писаря се помоли. | “ |

## Биография
Саади е роден около 1184 в Шираз, но напуска млад родния си град, за да замине за Багдад, където изучава арабска литература и ислямски науки в Медресе Низамие (1195 – 1226). След монголското нашествие в Иран известно време пътува в Мала Азия, Сирия, Египет и Ирак. В книгите си споменава и за пътувания до Индия и Централна Азия. По-късно се завръща в Шираз, където пише голяма част от стиховете, с които остава известен. В тях той включва много притчи, поговорки и пословици от народния фолклор.
| „ | Магаре учел да приказва някакъв глупак и много труд положил от зори до мрак. Мъдрецът казал: „За какво се трудиш ти, човече? За подбив и за смях си станал вече. Животното не ще продума – то личи, - ти по-добре от него на мълчание се научи!“ | “ |

## Творчество
- Бустан (Плодна градина) (1257 г.)
- Гюлестан (Градина на розите) (1258 г.)

| „ | За какво ти е букет набран, по-добре вземи ти Гюлестан. Розата живее в срок уречен - моят Гюлестан ще бъде вечен. | “ |